# Pfaffenwinkel-Realschule Schongau
Die Pfaffenwinkel-Realschule Schongau (auch Staatliche Realschule Schongau) ist eine staatliche Realschule in Schongau. Die Schule wurde 1952 als dreistufige Mittelschule für Knaben und Mädchen gegründet. Heute ist die Schule eine staatliche Realschule mit sechs Stufen.

## Geschichte
Am 7. August 1952 nahm die dreistufige Mittelschule für Knaben und Mädchen Schongau ihren Unterrichtsbetrieb unter der Leitung von Rektor Gottfried Frank im Gebäude der alten Knabenvolksschule auf. 115 Schülerinnen und Schüler, die zuvor eine Aufnahmeprüfung bestehen mussten, wurden in 2 Mädchenklassen und einer Knabenklasse von 5 Lehrkräften unterrichtet. Ein moderner Schreibmaschinenraum, der damalige Stolz der Schule, wurde am 20. November des gleichen Jahres eingeweiht. Die Mittelschule Schongau wurde 1956 vierstufig. Der Schulversuch „Fünf-Tage-Woche“ wurde an der Staatlichen Mittelschule Schongau als erster Schule in Bayern ausprobiert, vorher gab es auch Samstagsunterricht.
Die Schule wurde 1964 Seminarschule für Studienreferendare. Am 1. August 1965 wurde die Schule in „Staatliche Realschule Schongau“ umbenannt. Im Schuljahr 1972/1973 wurde erstmals die Wahlpflichtfächergruppe III angeboten. Zudem gibt es erstmals nach 20 Jahren Schulgeschichte koedukativen Unterricht. Die ersten Computer standen ab dem Jahr 1982 zur Verfügung. Die Realschule wurde 2001 sechsstufig. Im Schuljahr 2007/2008 wurde die Realschule Schongau in „Pfaffenwinkel-Realschule Schongau“ umbenannt und im folgenden Schuljahr 2008/2009 das neue Schullogo und der Schulleitspruch „Pfaffenwinkel-Realschule – das Tor in eine erfolgreiche Zukunft“ vorgestellt.

## Räumlichkeiten
Die Schule befindet sich in Schongau in der Bürgermeister-Lechenbauer-Straße. Bürgermeister Lechenbauer gilt als der Gründungsvater der Realschule.
Die Schule besitzt folgende Fachräume: 5 Computer-Räume, 2 Chemieräume, 2 Physikräume, 2 Musikräume, einen Biologieraum und eine Schulküche. Das Schulgebäude besteht aus fünf Trakten und zwei Pavillons.

## Auszeichnungen
- 2009 wurde der Schulsanitätsdienst der Pfaffenwinkel-Realschule Schongau mit einem Förderpreis der  Arbeiterwohlfahrt Oberbayern  ausgezeichnet.[4]
- 2012 belegte die Pfaffenwinkel-Realschule Schongau den ersten Platz in der Kategorie „Außerschulisches Angebot“ des Bayerischen Staatsministeriums für Bildung und Kultur, Wissenschaft und Kunst unter anderem für ihr großes Engagement bei Jugend forscht und Schüler experimentieren.[5]
- 2012 gewannen Schüler der Pfaffenwinkel-Realschule Schongau einen Jugend-forscht-Schulpreis.[6]
- Zwischen 2015 und 2017 wurden insgesamt neun Schülerinnen und ein Schüler der Pfaffenwinkel-Realschule mit dem Manfred-Hirschvogel-Preis der Frank-Hirschvogel-Stiftung ausgezeichnet.[7]